# Locatietheater
Wanneer een theatervoorstelling op een andere plaats gegeven wordt dan in een theatergebouw of openluchttheater, dan wordt het theater op locatie genoemd. Vaak is deze plaats middels allerlei ingrepen geschikt gemaakt voor het geven en bijwonen van voorstellingen. 
Bij locatietheater maakt de plaats zelf een belangrijk deel uit van de voorstelling. Een goed voorbeeld hiervan is het stuk Sil de Strandjutter van Convoi Exceptionelle, dat opgevoerd werd op het strand van Terschelling tijdens theaterfestival Oerol in 2001. Of de Griekse tragedie Trojaanse Vrouwen van Niek Kortekaas, die in 2011 op het verlaten veerhavenplein in Perkpolder werd opgevoerd tijdens het Zeeland Nazomerfestival. Stichting Theaterproductiehuis Zeelandia (organisator Zeeland Nazomerfestival) ontwikkelt deze locatievoorstellingen. 
Ook op kleine schaal werkt theater op locatie heel verrassend. Voor de opening van De Derde Wijk, een verveningssloot in Veenhuizen die in de zestiger jaren was dichtgegooid, en nu opnieuw uitgegraven, werd theater gemaakt waarin de geschiedenis van de sloot werd getoond door LivingTale Theater. 
Nederlandse groepen en makers die locatietheater maken zijn of waren onder andere: The Lunatics, Vis-a-Vis, Warner & Consorten, de Schuimcentrale, Dogtroep, Het Bedrijf v/h (voorheen Het Flup & Ju Bedrijf), Theatergroep De Jonge Honden, Vloeistof (dans), De Veenfabriek, De Kwekerij, Dries Verhoeven, Zina, Inge Wannet, YoungGangsters en de PeerGrouP .
Vlaamse groepen zijn onder meer Studio Eclipse, Compagnie Kaiet!, Rode Boom Theater, Studio ORKA en The Primitives.
Enkele Nederlandse festivals waar veel locatietheater te zien is, zijn Over het IJ Festival, Oerol, Deventer Op Stelten, Spoffin, Festival Boulevard, de Worteldagen, De Tuin der Lusten en het Cafe Theater Festival.
In Vlaanderen zijn er onder meer Theater op de Markt en MiramirO (onderdeel van de Gentse Feesten).